# Kudak Kaule
Kudak Kaule (nep. कुदाककाउले) – gaun wikas samiti we wschodniej części Nepalu w strefie Kośi w dystrykcie Bhojpur. Według nepalskiego spisu powszechnego z 2001 roku liczył on 537 gospodarstw domowych i 2782 mieszkańców (1441 kobiet i 1341 mężczyzn).